# Terry Collins
Terry Lee Collins (Midland, 27 maggio 1949) è un allenatore di baseball statunitense dei New York Mets della MLB.

## Carriera come giocatore

### Carriera al college
Nei suoi 4 anni passati all'Eastern Michigan giocò come interbase riuscendo a vincere il titolo nazionale nel 1971 e a ottenere il riconoscimento di miglior difensore del torneo.
Nel 1994 venne inserito nella Hall of Fame dell'Eastern Michigan.

### Carriera nelle leghe minori
Nel 1971 venne scelto dai Pittsburgh Pirates ma non riuscì mai ad entrare nella Major League Baseball. Anche dopo esser passato ai Los Angeles Dodgers.
In totale in 10 stagioni giocò 671 partite con una media battuta di.255.

## Carriera professionistica come allenatore

### Pittsburgh Pirates (1992-1993)
Dopo aver passato nelle leghe minori ben 11 anni, nel 1992 divenne il bullpen coach dei Pittsburgh Pirates fino alla stagione 1993.

### Houston Astros (1994-1996)
Nel 1994 diventò per la prima volta manager. Con gli Astros rimase 3 anni, chiudendo con un record di: 224 vittorie e 197 sconfitte. Ottenendo tre 2° posti.

### Anaheim Angels (1997-1999)
Condusse gli Angels per due stagioni e mezza con un record di: 220 vittorie e 237 sconfitte. Chiuse con due 2° posti e un 4°.

### Tampa Bay Devil Rays (2001)
Nel 2001 ebbe una piccola parentesi come bullpen coach nei Devil Rays.

### New York Mets (2011-)
Dopo aver passato due anni in Giappone come manager degli Orix Buffaloes, il 23 novembre 2010 diventò il 20° manager della storia dei Mets firmando un contratto di due anni più un terzo opzionale.
Nella sua prima stagione chiuse 4° nella Nationa League East con il record di: 77 vittorie e 85 sconfitte. Il 27 settembre 2011 i Mets esercitarono l'opzione sul terzo anno.
La stagioni 2012 e 2013 si conclusero con lo stesso record di 74 vittorie e 88 sconfitte.
Il 30 settembre 2013 firmò un nuovo contratto di due anni per un totale di 2 milioni di dollari con un terzo opzionale. Nel 2015 Collins rifirmò per altri due anni legandosi con i Mets fino alla stagione 2017 compresa. In quell'anno vinse per la prima volta la division e il titolo della National League "NL", ma nella finale delle World Series perse per 4-1 contro i Kansas City Royals. Grazie a questa stupenda stagione vinse il riconoscimento del manager of the year della NL.
Nel 2016 a metà stagione fu scelto come manager per dirigere la squadra degli All-Star della NL. Chiuse al secondo posto qualificandosi per il NL Wild Card Game contro i San Francisco Giants, purtroppo nella partita secca subì subito l'eliminazione con un risultato di 0-3 per gli ospiti, visto che l'incontro venne disputato al Citi Field.

## Vita familiare
Collins e sua moglie Deborah vivono a Midlothian (Virginia).

## Record come manager nella MLB
| Squadra | Anno   | Stagione regolare | Stagione regolare | Stagione regolare          | Playoff | Playoff | Playoff                                                            |
| Squadra | Anno   | Vinte             | Perse             | Risultato                  | Vinte   | Perse   | Risultato                                                          |
| ------- | ------ | ----------------- | ----------------- | -------------------------- | ------- | ------- | ------------------------------------------------------------------ |
| HOU     | 1994   | 66                | 49                | 2° National League Central | -       | -       | -                                                                  |
| HOU     | 1995   | 76                | 68                | 2° National League Central | -       | -       | -                                                                  |
| HOU     | 1996   | 82                | 80                | 2° National League Central | -       | -       | -                                                                  |
| AA      | 1997   | 84                | 78                | 2° American League West    | -       | -       | -                                                                  |
| AA      | 1998   | 85                | 77                | 2° American League West    | -       | -       | -                                                                  |
| AA      | 1999   | 51                | 82                | 4° American League West    | -       | -       | -                                                                  |
| NYM     | 2011   | 77                | 85                | 4° National League East    | -       | -       | -                                                                  |
| NYM     | 2012   | 74                | 88                | 4° National League East    | -       | -       | -                                                                  |
| NYM     | 2013   | 74                | 88                | 3° National League East    | -       | -       | -                                                                  |
| NYM     | 2014   | 79                | 83                | 2* National League East    | -       | -       | -                                                                  |
| NYM     | 2015   | 90                | 72                | 1° National League East    | 8       | 6       | Perso le World Series contro i Kansas City Royals (1-4)            |
| NYM     | 2016   | 87                | 72                | 2° National League East    | 0       | 1       | Eliminato al NL Wild Card Game contro i San Francisco Giants (0-1) |
| NYM     | 2017   | -                 | -                 | National League East       | -       | -       | -                                                                  |
| Totale  | Totale | 925               | 925               |                            | 8       | 7       |                                                                    |

## Vittorie e premi nella MLB
- 2015 Manager of the Year della National League secondo Sporting News.